# Cricotopus oryzaphagos
Cricotopus oryzaphagos är en tvåvingeart som beskrevs av Ree och Kim 1998. Cricotopus oryzaphagos ingår i släktet Cricotopus och familjen fjädermyggor. Inga underarter finns listade i Catalogue of Life.